# Derolus griseonotatus
Derolus griseonotatus là một loài bọ cánh cứng trong họ Cerambycidae.